# كيرنارفون (دائرة انتخابية في المملكة المتحدة)
كيرنارفون (بالإنجليزية: Caernarfon)‏ هي إحدى الدوائر الانتخابية في المملكة المتحدة الممثلة في مجلس العموم في برلمان المملكة المتحدة.
عضو البرلمان الذي يمثلها حالياً هو :Hywel Williams (PC).